# Adaj-Choch
Adaj-Choch (rusky Адай-Хох, osetsky Адайыхох – Hora Adaj) je zasněžený vrchol hor Velkého Kavkazu, jižně od Cejského ledovce. Nachází se v Severní Osetii a jeho nadmořská výška je 4408 metrů. Nachází se na hlavním hřebeni západní poloviny Velkého Kavkazu, severně od vyhaslé sopky Kazbek, mezi řekami Těrek, Ardon a Velká Liachvi.

## Etymologie
V překladu z osetštiny znamená oronymum Adaj-Choch Dědečkova hora.

## Nartská sága
Podle Nartské ságy, která zaznamenává mytologii kmenů Severního Kavkazu, žije na vrcholu hory Adaj-Choch ochránce divokých zvířat, nebeský Afsati. Když osetští lovci chtěli mít úspěch při lovu, vydávali se na Adaj-Choch, aby jim Afsati požehnal a dal jim podíl na své zvěři.

## Galerie

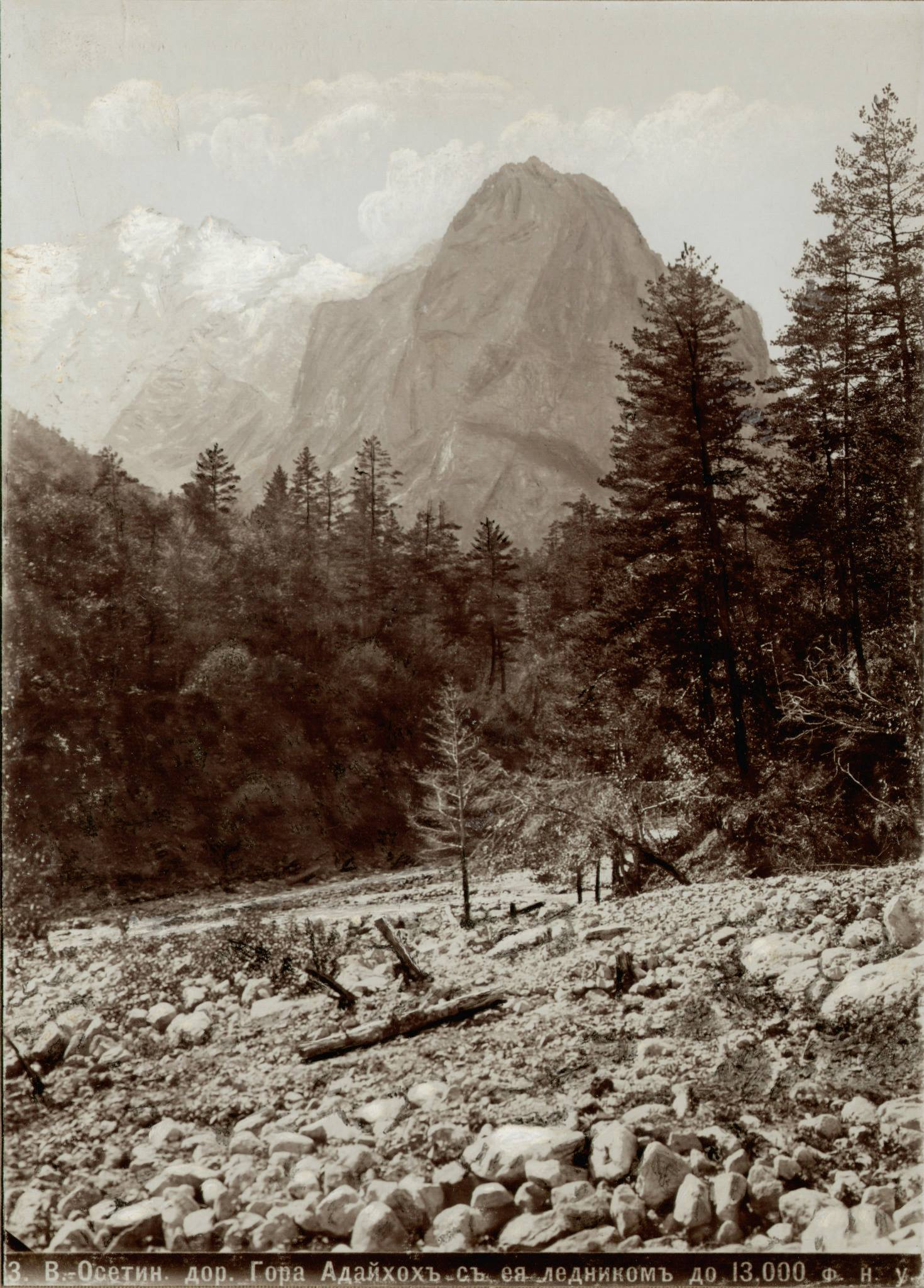
Pohled na Adaj-Choch v roce 1900
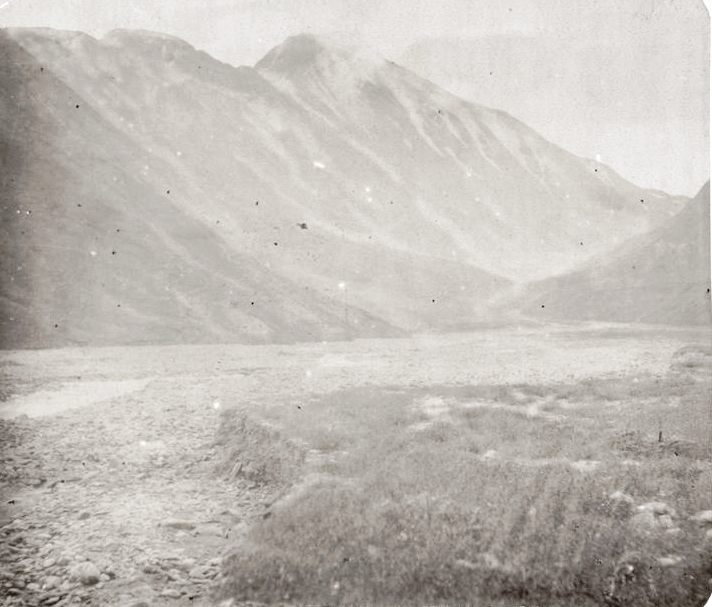
Pohled na Adaj-Choch v roce 1886
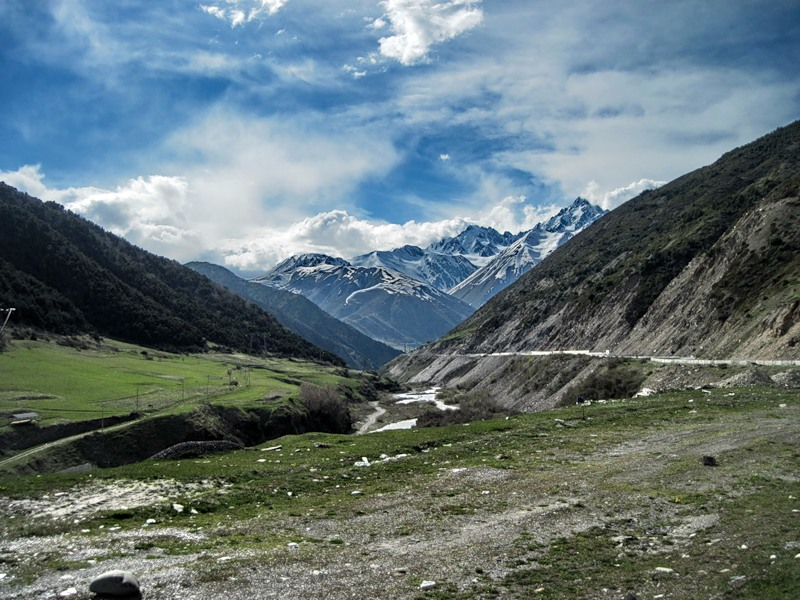
Pohled na Narské údolí u Adaj-Chochu (2010)
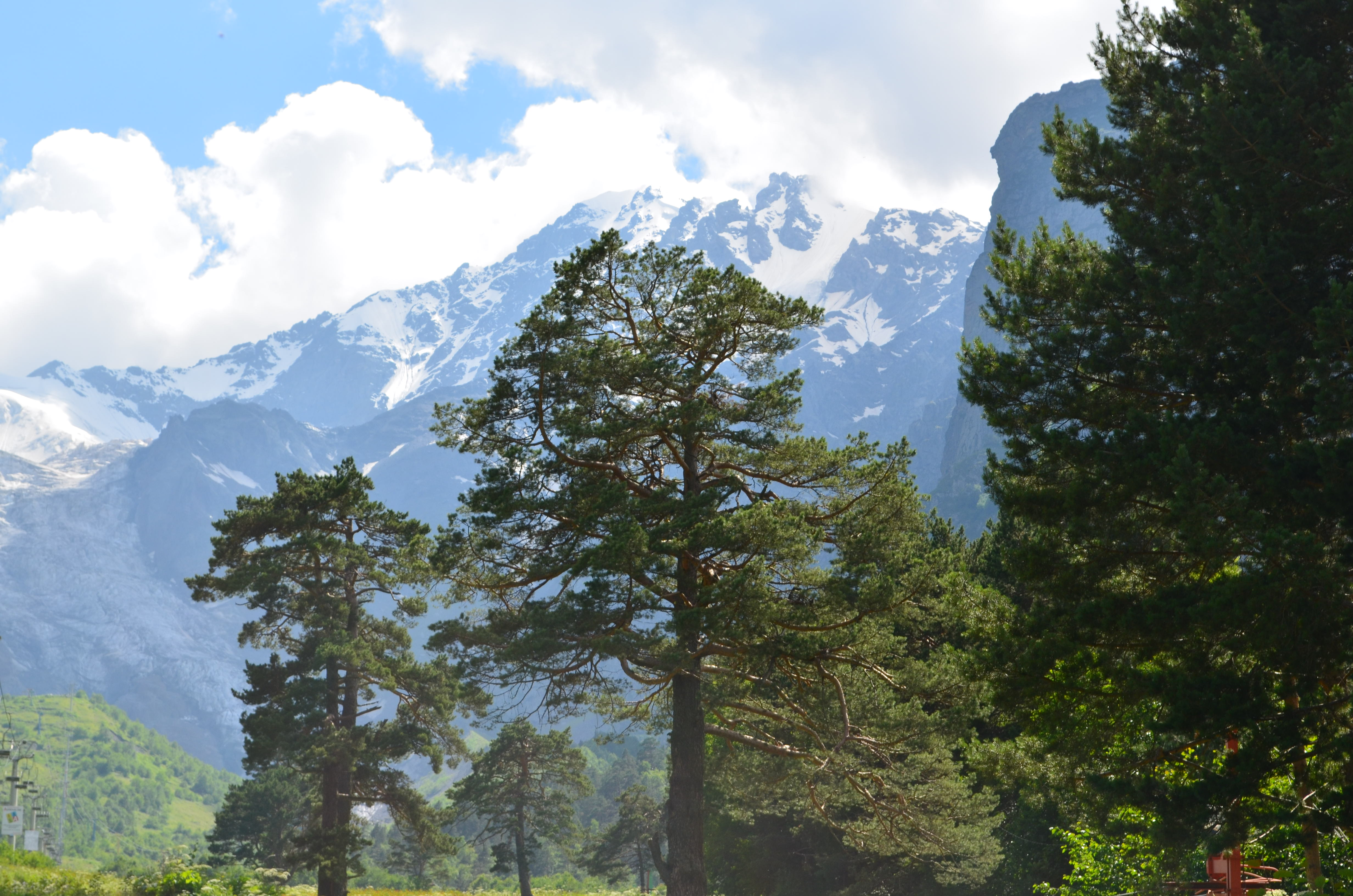
Pohled z vrcholu Adaj-Chochu (2012)
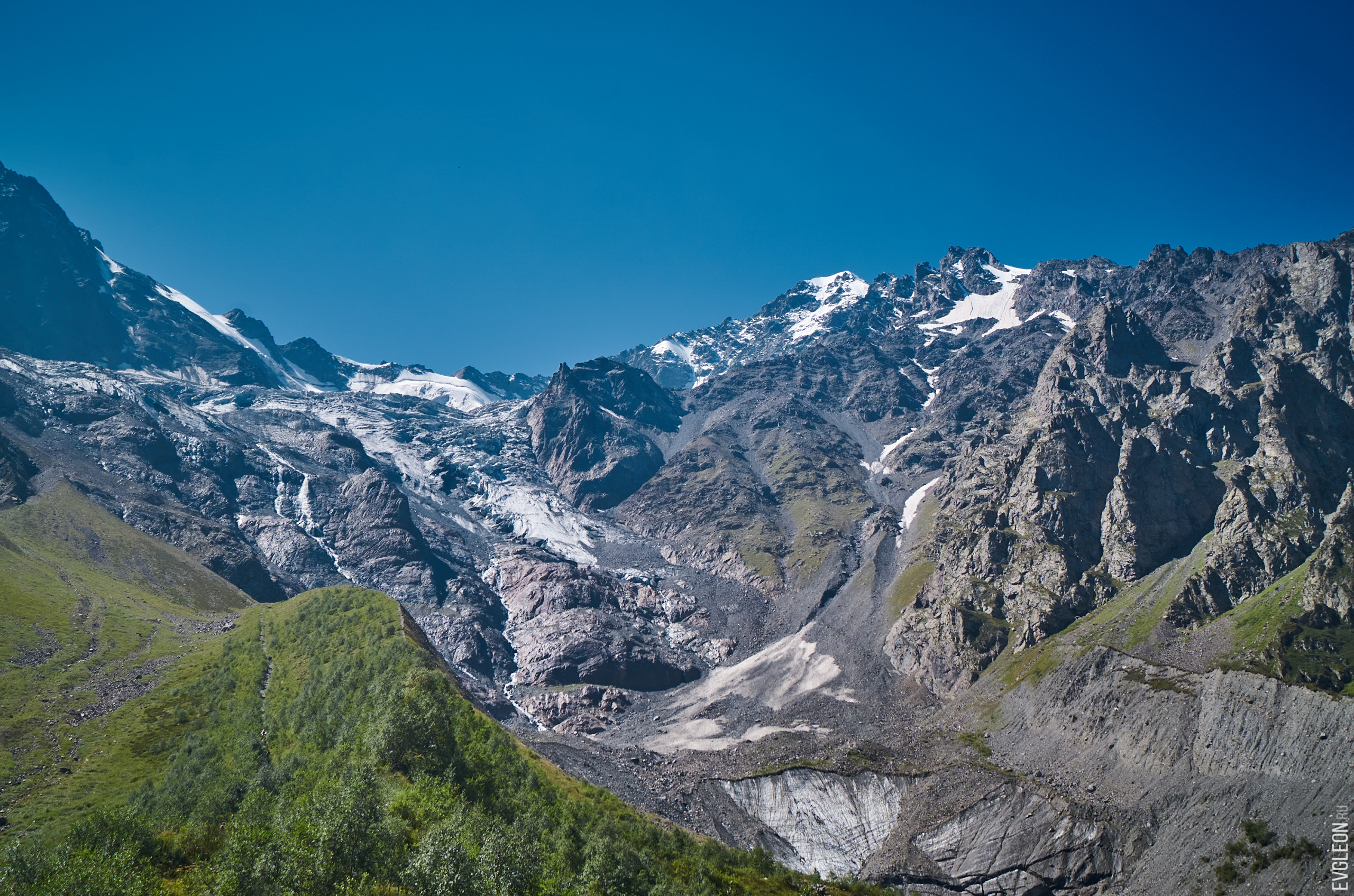
Pohled na Adaj-Choch z horní stanice lanovky (2021)